# 13853 Дженіферфрітц
13853 Дженіферфрітц (13853 Jenniferfritz) — астероїд головного поясу, відкритий 7 грудня 1999 року.
Тіссеранів параметр щодо Юпітера — 3,491.